# بيير بوشارد
بيير بوشارد هو لاعب هوكي جليد كندي، ولد في 20 فبراير 1948 في لونغوي في كندا.

## وصلات خارجية
- بيير بوشارد على موقع دوري الهوكي الوطني (الإنجليزية)
- بيير بوشارد على موقع قاعة مشاهير الهوكي (لاعب أن.إتش.أل) (الإنجليزية)
- بيير بوشارد على موقع EliteProspects.com (الإنجليزية)
- بيير بوشارد على موقع HockeyDB.com (الإنجليزية)
- بيير بوشارد على موقع Hockey-Reference.com (الإنجليزية)